# シーサッチャナーライ歴史公園
シーサッチャナーライ歴史公園（シーサッチャナーライれきしこうえん、タイ語: อุทยานประวัติศาสตร์ศรีสัชนาลัย、英語: Si Satchanalai Historical Park）は、タイの北部、スコータイ県のシーサッチャナーライに位置する歴史公園である。この歴史公園はシーサッチャナーライおよびチャリエンの遺跡におよぶ。
シーサッチャナーライ歴史公園は、スコータイ歴史公園およびカムペーンペット歴史公園とともに「スコータイの歴史上の町と関連の歴史上の町」（英: “Historic Town of Sukhothai and Associated Historic Towns”）として国際連合教育科学文化機関（ユネスコ、UNESCO）の世界遺産に登録されており、タイ芸術局により維持されている。

## 概要
シーサッチャナーライは、1250年にスコータイ王朝の第2の中心地として、13世紀から14世紀には副王の居住地として建設された。その都はおよそ900×700メートルの長方形であった。16世紀には拡大するビルマの攻撃を防ぐため、上流に堀をもつ高さ5メートルの壁が築かれた。町の敷地には、隣接する2つの張り出した丘が取り入れられていた。

## 歴史

### チャリエン

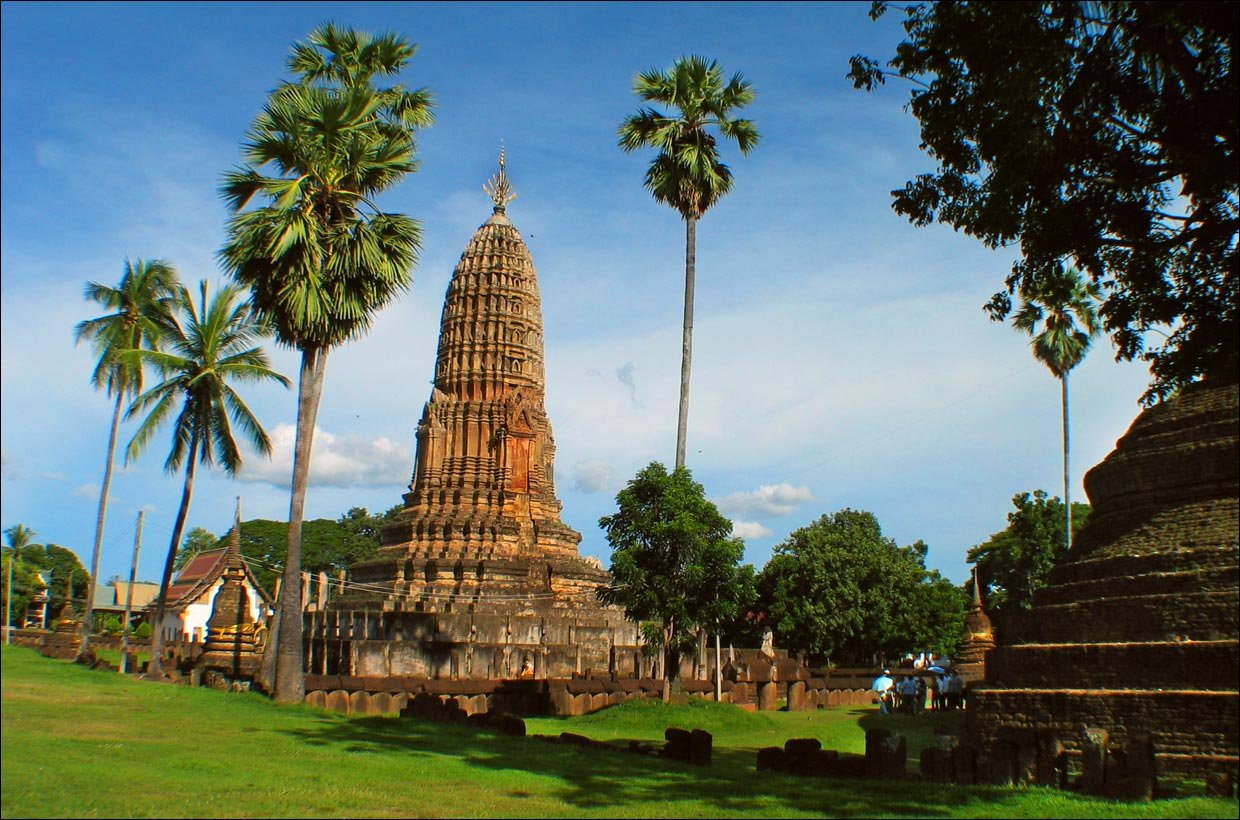
ワット・プラシーラッタナーマハータート（チャリエン）

13世紀より以前、タイ族はチャオプラヤー川上流域の谷に移動し、ヨム川のほとりに「水の都」を意味するチャリエン (Chaliang、タイ語: เมืองเชลียง) という名の町を創立した。チャリエンは次第に中国とクメール王朝の間の重要な貿易の中心地に発展した。中国人はその町を“Chengliang”と呼んだ。町はスコータイとシーサッチャナーライの地方支配者であった Pho Khun Sri Naw Namthom が統治する間、1180年までクメール王朝のもと実質的な自立性を享受すると、クメールの将官 Khomsabad Khlonlampong が直接的な支配を開始して重い税を導入した。1239年、ポークン・バーンクラーンハーオ（シーインタラーティット）とポークン・パームアンは反乱を決めてアンコールからの独立を宣言し、チャリエンを攻略した。チャリエンはスコータイ王国の一部となった。

### スコータイ王朝

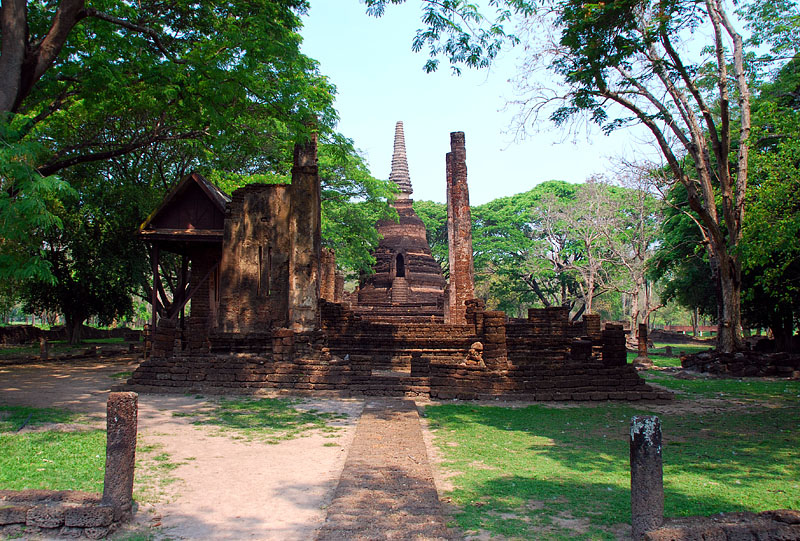
ワット・ナーンパヤー

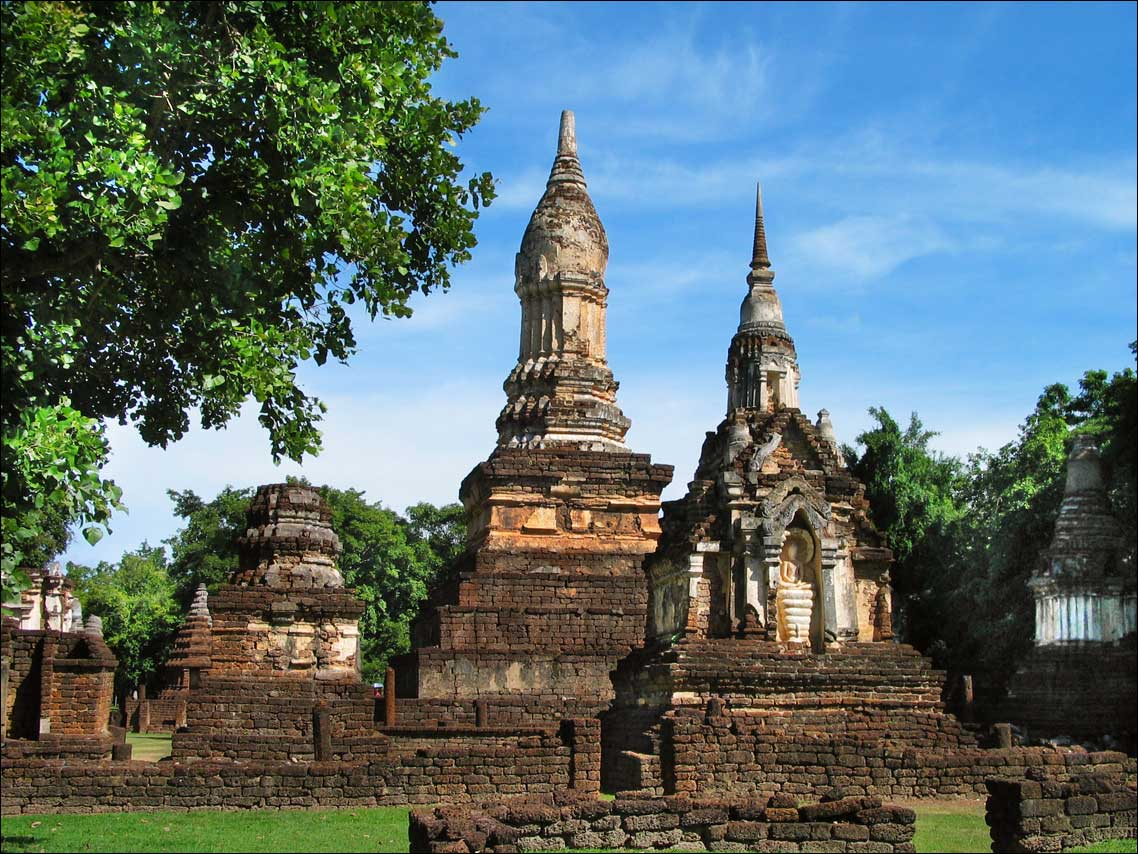
ワット・チェーディーチェットテーオ

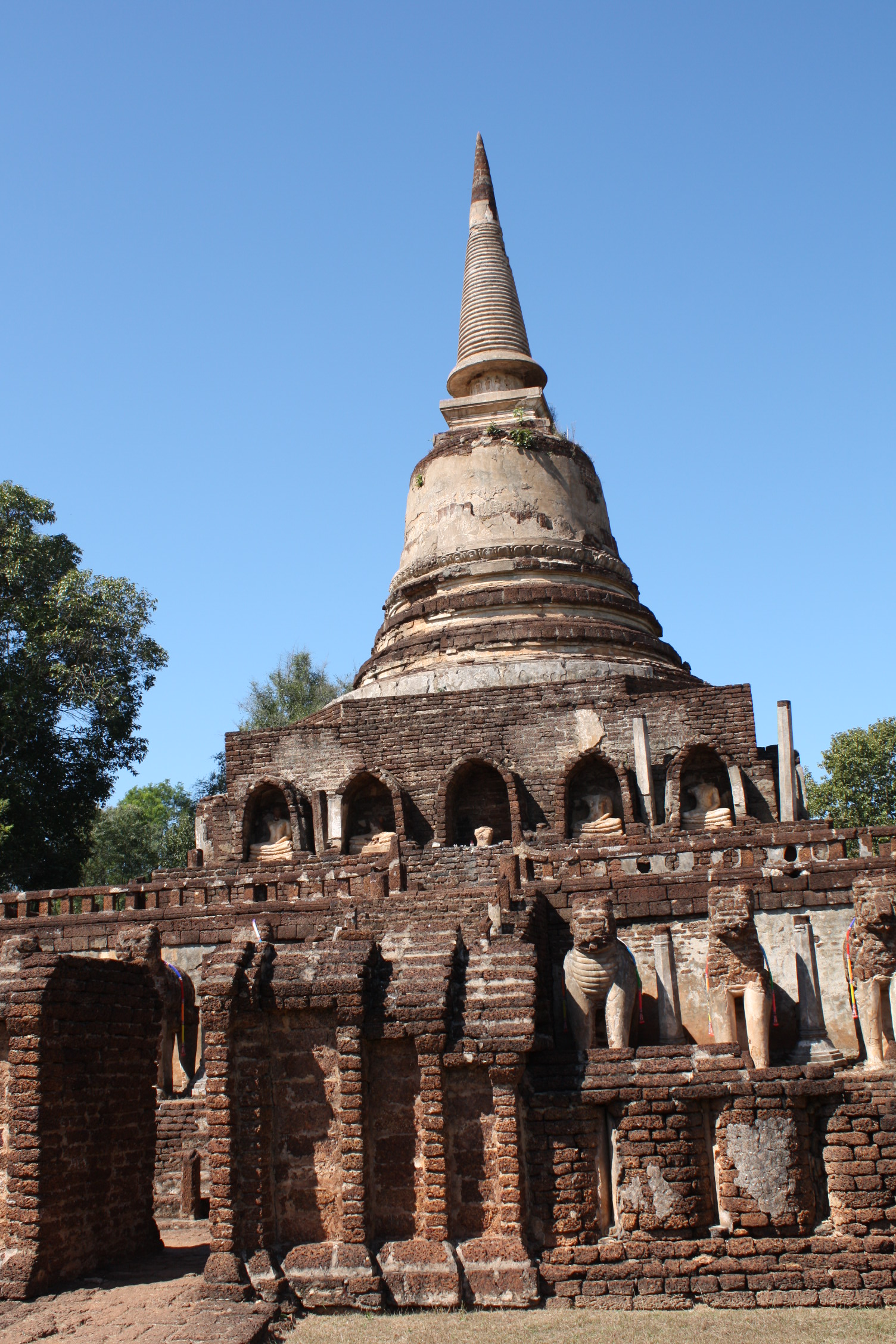
ワット・チャーンローム

シーインタラーティットの統治により、1250年に新しい町がチャリエンの西の地域に建設され、シーサッチャナーライと名付けられた。シーインタラーティットは、息子バーンムアンを町を治める副王として送った。バーンムアンが王国を統治するようになると、弟ラームカムヘーンにシーサッチャナーライの町を治めさせ、シーサッチャナーライを統治するのは副王ないし王位の継承者であることがスコータイ王朝の王位継承の伝統になった。ラームカムヘーン大王碑文には、シーサッチャナーライの中心に仏塔が建立され、その構築に6年を要したと明記されている。この町は王都の北部の防衛上重要な位置にあり、西のナコーンチュム（カムペーンペット）、東のソーンクウェー（ピッサヌローク）、南のサルワン（ピチット旧市街）と同じく、副王都に相当する「4大ムアン（4大一級地方ムアン）」（ムアンルークルワン、Muang Luk Luang）と認められていた。スコータイからシーサッチャナーライには、ラームカムヘーンによるプラ・ルワン道（タイ語: ถนนพระร่วง）と呼ばれる1本の道が通じていた。1345年にリタイはシーサッチャナーライで「三界経」（三界論）というタイ文学上屈指の作品を執筆した。

### ラーンナーとアユタヤ
ラームカムヘーンの死後、スコータイ王朝の支配力は時代を経るとともに減少したが、都の衰退に陥ったスコータイと異なり、シーサッチャナーライは依然として貿易や産業的役割を維持することができた。1451年、チエンマイのティローカラートは、シーサッチャナーライをラーンナー王国に帰属させ、都を Chiangcheun （タイ語: เชียงชื่น）と改名した。アユタヤ王朝のボーロマトライローカナートは1474年、アユタヤ・ラーンナー戦争において都を取り戻し、サワンカローク (Sawankhalok、タイ語: สวรรคโลก) と改称した。ラーマーティボーディー2世の統治時代、シーサッチャナーライにおけるティローカラートとボーロマトライローカナートの戦いの物語に啓発されて不詳の詩人が記述した『リリット・ユワンパーイ』 (Lilit Yuan Phai、タイ語: ลิลิตยวนพ่าย）は、アユタヤ王朝の最高の詩の1つとされる。
シーサッチャナーライは、アユタヤ王朝がフィリピン、日本、インドネシアなど海外に輸出する陶磁器の生産に栄える中心地となった。この繁栄期は13世紀に始まり16世紀まで続いた。この都は14世紀に経済および文化的発展の頂点に達した。1766年、泰緬戦争（1765-1767年）において、ラムパーンよりビルマ軍がシーサッチャナーライを攻撃して都を破壊した。戦後、現在のサワンカロークの新市街に都は再建され、旧市街は放棄された。

### 20世紀以降
1907年、皇太子であったラーマ6世は、ナコーンサワン、カムペーンペット、スコータイ、シーサッチャナーライ、ウッタラディット、ピッサヌロークに2か月の考古学的実地研究を行った。その後バンコクに戻ると『プラルアン旅行記』（タイ語: เที่ยวเมืองพระร่วง、RTGS: Tiew Muang Phra Ruang）を発刊し、一般市民間の歴史学・考古学研究を促進した。この著作は、近代タイ教育システムの創始者であるダムロンラーチャーヌパープや、20世紀の東南アジア考古学・歴史学者ジョルジュ・セデスなど、後の考古学者や歴史学者により骨格として使われた。この実地研究のうちラーマ6世はシーサッチャナーライにおいて、仏像の頭部、手、足の見事な残片を発見し、バンコクに持ち帰った。1911年に仏像の再製し1913年に完成した。この高さ7.2メートルの仏立像は Phra Ruang Rojanarit Sri Indraditya Dhammobhas Mahavajiravudh Pujaneeya Bophitr（タイ語: พระร่วงโรจนฤทธิ์ ศรีอินทราทิตย์ธรรโมภาส มหาวชิราวุธปูชนียบพิตร）と名付けられ、ナコーンパトムのワット・プラパトムチェーディーの正面に置かれた。
1958年、タイ国王ラーマ9世と王妃シリキットは、シーサッチャナーライ旧市街、チャリエン、サワンカロークを訪問した。この地域の保護は、1961年8月2日のタイ王国官報『ロイヤル・ガゼット』（英語: Royal Thai Government Gazette、タイ語: ราชกิจจานุเบกษา）第92巻112部に発表された。1976年に修復事業が承認され、1988年7月、この公園が正式に公開された。1991年12月12日には、世界文化遺産「スコータイの歴史上の町と関連の歴史上の町」の一部として、カムペーンペットやスコータイの歴史公園とともに登録された。
2011年のタイ洪水において、ヨム川から溢れた水がシーサッチャナーライ歴史公園に流れ込み、2か所の歴史的な陶磁器窯を押し流した。

## 主な遺跡

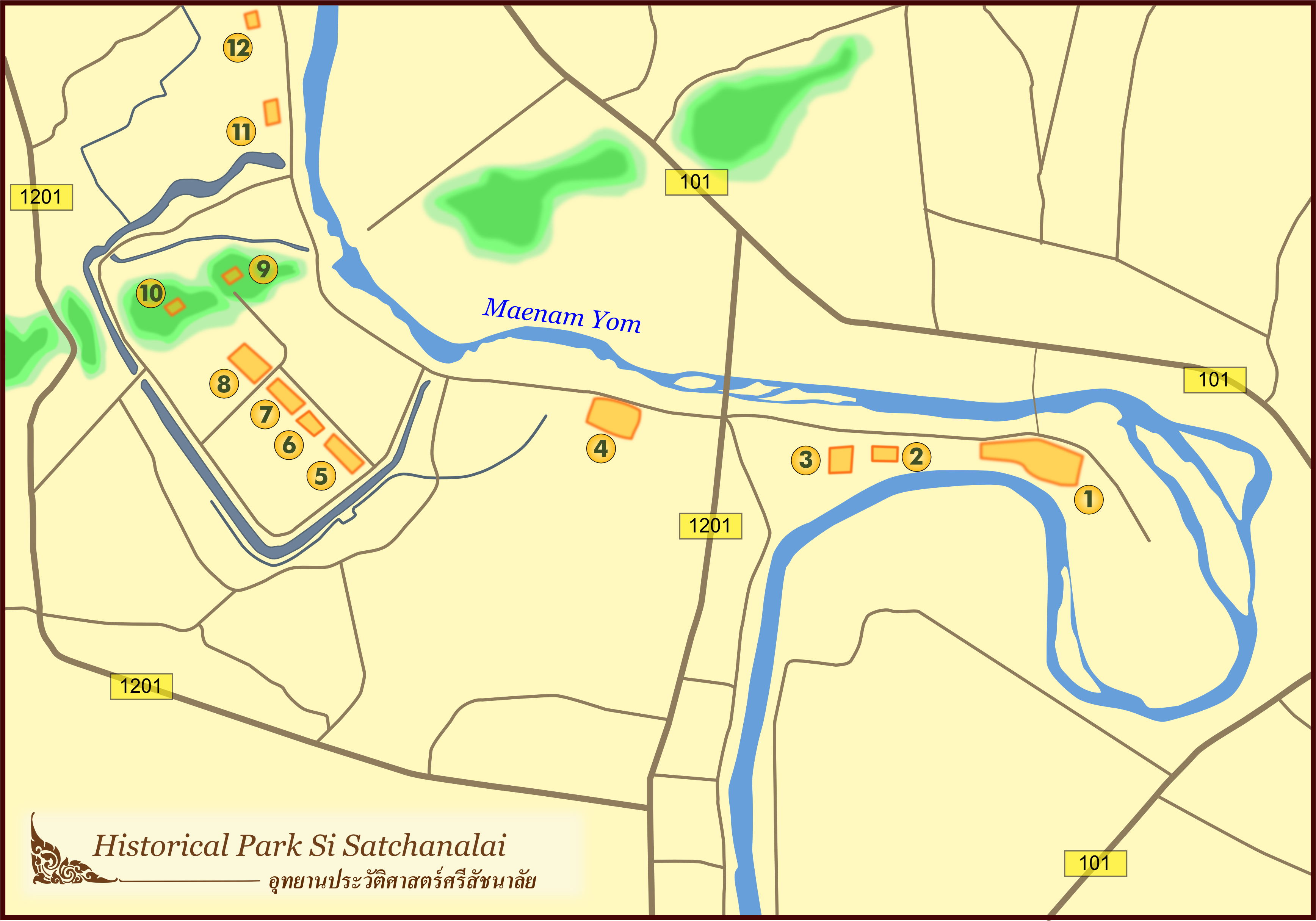
シーサッチャナーライ歴史公園概要図（主な遺跡）

1. ワット・プラシーラッタナーマハータート (Wat Phra Sri Rattana Mahathat)
2. ワット・チョムチュエン (Wat Chom Chuen)
3. ワット・チャオチャン (Wat Chao Chan)
4. ワット・コクシンカラーム (Wat Khok Singkaram)
5. ワット・ナーンパヤー (Wat Nang Phaya)
6. ワット・スアン・ケウ・ウタヤン・ヤイ (Wat Suan Kaeo Uthayan Yai)
7. ワット・チェーディーチェットテーオ (Wat Chedi Chet Thaeo)
8. ワット・チャーンローム (Wat Chang Lom)
9. ワット・カオ・パノム・プルーン (Wat Khao Phanom Phloeng)
10. ワット・カオ・スワンキリ (Wat Khao Suwan Khiri)
11. ワット・クディライ (Wat Kudi Rai 〈Wat Kudee Rai、Wat Kuti Rai〉)
12. サンカローク窯（タオ・サンカローク、Tao Sangkhalok 〈Sangkhalok Kiln〉)